# Операція «Страйкбек»
Операція Страйкбек — широкомасштабні морські військові навчання НАТО, що проводились упродовж десяти днів у вересні 1957 року.
Операція була серією навчань, що симулювали напад СРСР на країни-члени НАТО. Операція мала досягнути дві мети. Первинно на меті стояло розгортання військово-морських сил Альянсу (умовна назва «Блакитний флот») проти інших натівських сил, які симулювали ворога (умовна назва «Помаранчевий флот»). Іншою метою було виконання палубних авіаційних ударів по «ворожих» формуваннях та вогневих точках, що розміщувались уздовж північного флангу НАТО у Норвегії.
В операції брали участь понад 200 бойових суден, 650 літаків та 75 000 військовослужбовців зі США, Великої Британії, Канади, Франції, Нідерландів та Норвегії. Ця навчальна операція стала наймасштабнішою морською операцією мирного часу, військовий аналітик Генсон Болдвін з Нью-Йорк Таймс зазначив, що Страйкбек «зібрав найбільший та найрізноманітніший флот з часів Другої світової війни»
Операція Страйкбек та інші паралельні навчання НАТО, проведені восени 1957 року, дотепер є наймасштабнішим військовим заходом Альянсу. До серії тих навчань було залучено понад 250 000 осіб, 300 кораблів та 1 500 літаків. Район навчань простягався від Туреччини до Норвегії.

## Передумови

### Стратегічний огляд
Стикнувшись із беззаперечною перевагою збройних сил СРСР та країн Варшавського договору, у НАТО було ухвалено концепцію ядерної парасольки для захисту Західної Європи від радянського наземного вторгнення. Таку стратегію вперше було сформульовано 1954 року американським генералом, надалі керівником Командування ОЗС НАТО в Європі Альфредом Грюентером:
|  | Ми маємо повітряно-наземний щит, який, хоч і не є досить сильним, але змусить противника сконцентруватись перед нападом. При цьому, зосередившись, він зазнаватиме величезних втрат від ударів атомної зброї... Нині ми можемо застосовувати атомну зброю проти ворога не лише за допомогою стратегічної авіації, але й використовуючи більш легкі літаки, а також 280-мм артилерійські гармати... Така повітряно-наземна команда є досить ефективним щитом, який захищатиме досить добре у разі нападу. |

Та концепція знайшла своє відображення в американській стратегії Масована відплата за часів президентства Дуайта Ейзенхауера, яку сформулював державний секретар Джон Фостер Даллес:
|  | ми маємо об’єднатись задля забезпечення колективної безпеки. Наша мета – зробити такі взаємовідносини більш ефективними та менш дорогими. Місцева оборона завжди буде дуже важливою. Проте не існує місцевої оборони, яка могла б самотужки стримати усю міць комуністичногго світу. Тому місцева оборона має бути посилена за рахунок атериторіальних сил. Потенційний агресор повинен знати, що він не завжди може нав’язувати правила ведення бойових дій, які вигідні лише йому. |

### Структура військового командування НАТО
Після створення Стратегічного атлантичного командування НАТО (ACLANT) 30 січня 1952 року Верховне командування Атлантики (SACLANT) приєдналось до створеного раніше Верховного командування ОЗС НАТО в Європі (SACEUR), ставши однією з двох принципових частин військової структури НАТО. Окрім того 21 лютого того ж року було створено Стратегічне командування каналів для забезпечення контролю над Ла-Маншем та Північним морем, захисту їх від імовірного противника, охорони морських шляхів сполучення та забезпечення проведення військових морських операцій SACEUR і SACLANT.
До проведення військових навчань, у тому числі й до проведення операції Страйкбек залучались такі ключові структури військового командування НАТО:
- Стратегічне атлантичне командування (ACLANT)
- Верховний головнокомандувач Атлантики (SACLANT) — адмірал Джеральд Райт, США
  - Заступник верховного головнокомандувача Атлантики (DSACLANT) — віце-адмірал сер Джон Ітон, Велика Британія
    - Начальник штабу (COFS) — віце-адмірал Гарольд Пейдж Сміт, США

  - Командувач Східної Атлантики (EASTLANT) — віце-адмірал сер Джон Екклс, Велика Британія
  - Командувач Західної Атлантики (WESTLANT) — адмірал Джеральд Райт, США
  - Командувач ударного флоту (STRIKFLTLANT) — віце-адмірал Роберт Пірі, США
- Стратеггічне командування Європи
- Верховний головнокомандувач ОЗС НАТО в Європі (SACEUR) — генерал Лоріс Норстед, США
  - Заступник головнокомандувача (DSACEUR) — фельдмаршал віконт Монтгомері, Велика Британія
    - Начальник штабу (COFS) — генерал Кортлендт Скайлер, США

  - Командувач Північної Європи (AFNORTH) — генерал-лейтенант сер Саґден, Велика Британія
  - Командувач Центральної Європи (AFCENT) — генерал армії Жан-Етьєн Валлуй, Франція
    - Командувач ВПС Центральної Європи (AAFCE) маршал авіації сер Джордж Міллс, Велика Британія
    - Північна група армій (NORTHAG) — генерал сер Річард Нельсон Гейл, Велика Британія
    - Центральна група армій (CENTAG) — генерал Генрі Годс, США

  - Командувач Південної Європи (AFSOUTH) — адмірал Бристоль, США
    - Ударні військово-морські сили НАТО (STRIKFORSOUTH) — віце-адмірал Чарльз Браун, США

  - Об'єднане середземноморське командування (AFMED) — адмірал сер Ральф Едвардс, Велика Британія
- Стратегічне командування каналів (CHANCOM)
- Головнокомандувач каналів (CINCHAN) — адмірал сер Гай Грантем, Велика Британія

## Історія операції

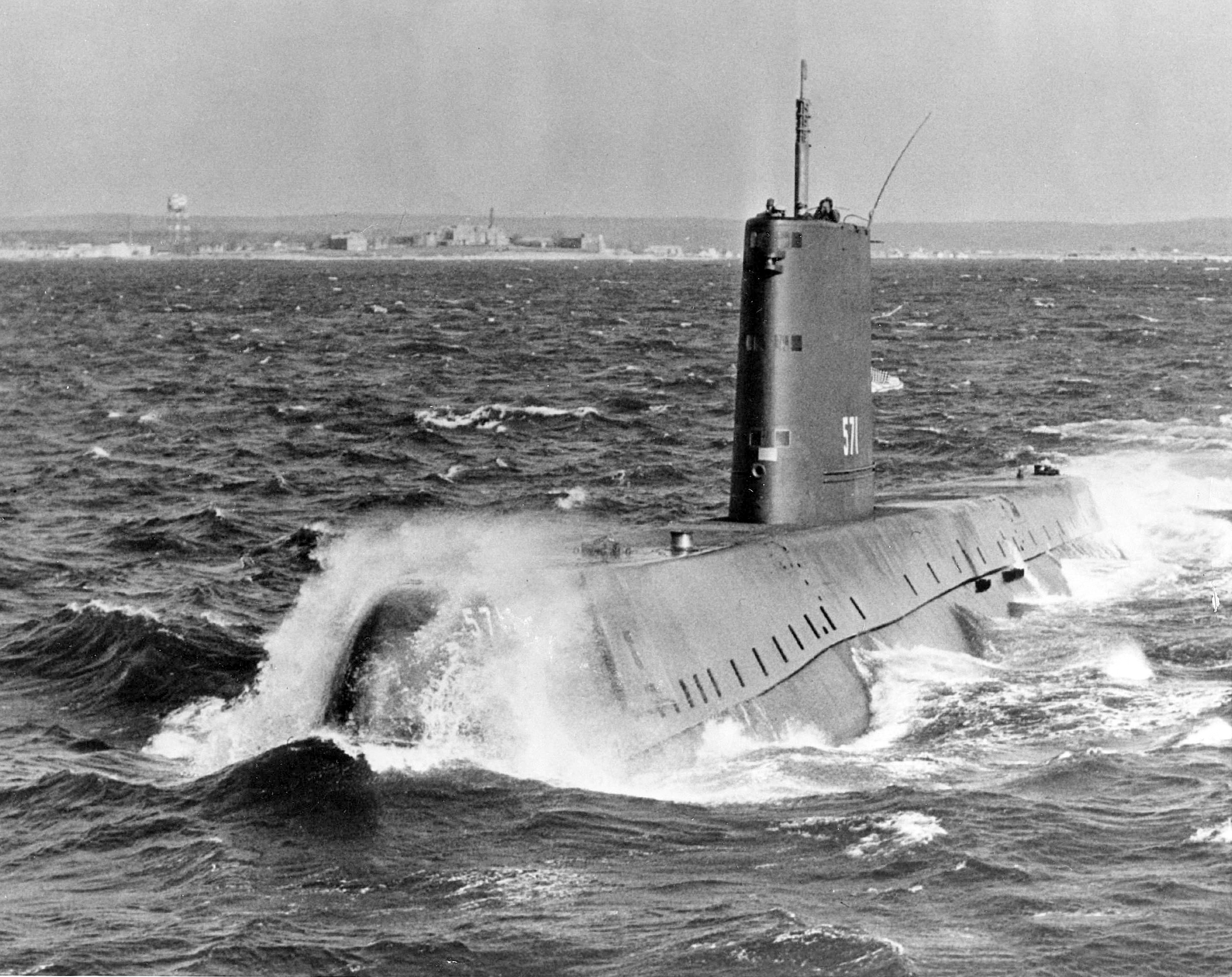
Наутилус

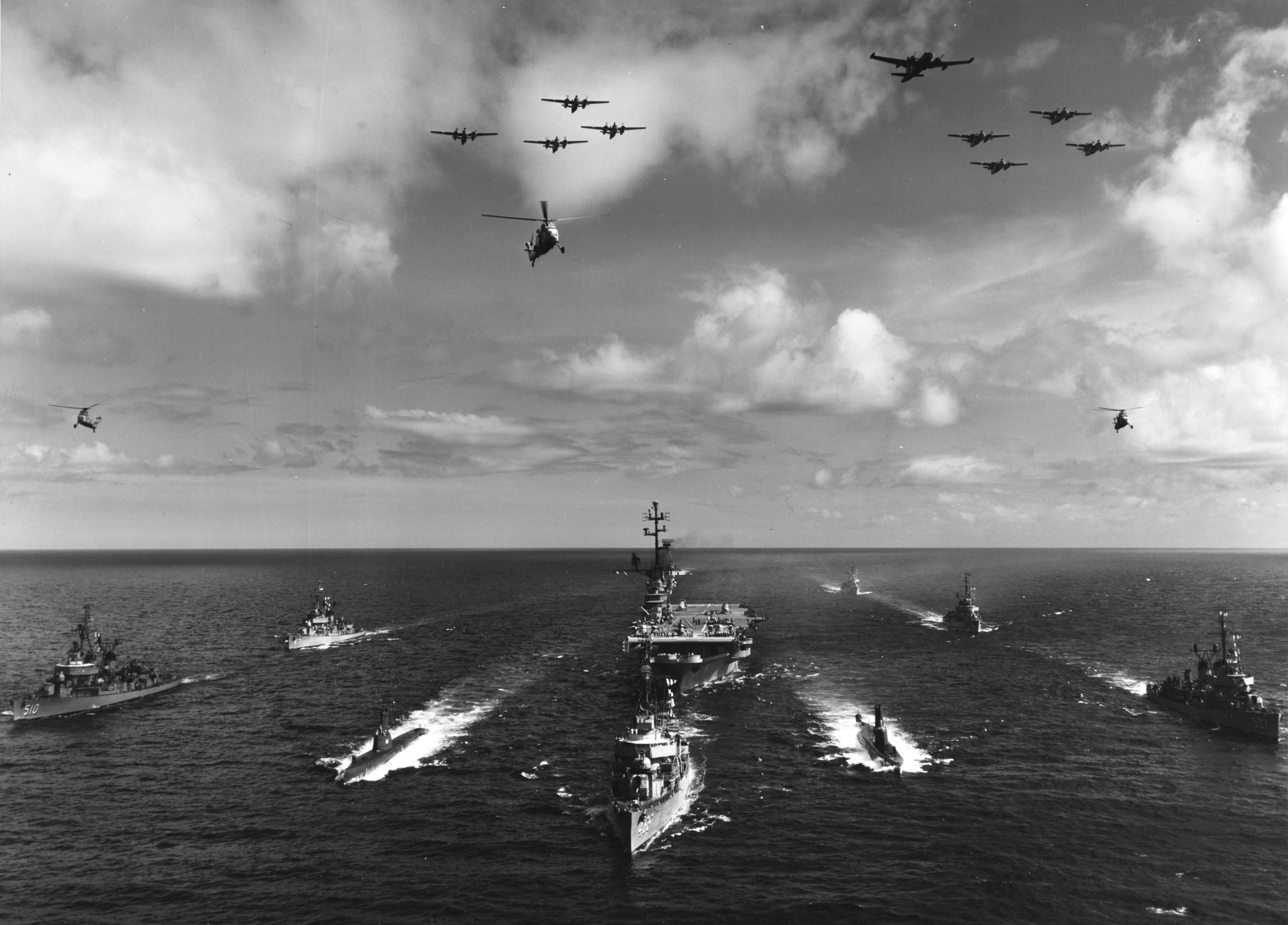
Група Альфа ВМС США (1959)

У межах програми надання відсічі можливому нападу СРСР на всіх фронтах операція Страйкбек мала на меті перевірити можливості об'єднаних військово-морських сил (Блакитного флоту), доручивши їм знищення ворожого флоту (Помаранчевий флот) та його потужних підводних засобів, захист трансатлантичного судноплавства, а також завдання послідовних палубних авіаударів по ворожих позиціях.
Починаючи з 3 вересня 1957 року американські та канадські військово-морські сили вирушили на з'єднання з британським, французьким, нідерландським та норвезьким флотами у східній Атлантиці та північноєвропейських водах. Загальне командування було покладено на віце-адмірала Роберта Пірі, який виконував обов'язки головнокомандувача ударних військово-морських сил НАТО (COMSTRIKFLTLANT). Дорогою спільні американсько-канадські сили провели операцію Сіспрей, двосторонні військово-морські навчання, спрямовані на захист групи постачання Блакитного флоту (URG) від атак ворожих підводних човнів. До того часу атомний Наутилус та звичайний підводний човен Тригер завершили виконання завдань в Арктиці та приєднались до 34 інших підводних човнів, що тимчасово склали підводні сили Помаранчевого флоту. Головне судно помаранчевого флоту Маунт Маккінлі мало базою Портсмут.
Власне операція Страйкбек почалась 19 вересня 1957, загалом у ній брали участь 200 бойових суден, 650 літаків та 65 000 військовиків. Для забезпечення більш реалістичної симуляції захисту трансатлантичного судноплавства було задіяно понад 200 комерційних суден, в тому числі океанські лайнери Квін Мері та Іль-де-Франс. Групи перехоплювачів (HUK) Блакитного флоту, зосереджені навколо авіаносців Ессекс, Васп і Тарава, а також підводні човни та протичовнові патрульні літаки наземного базування призначались для виявлення, відстеження і стримування прориву підводних сил Помаранчевого флоту на лінії Гренландія-Ісландія-UK прохі (так званий GIUK-прохід")
Однією з частин операції Страйкбек стала операція Арктичне коло у Норвезькому морі. Під час цієї операції сили Блакитного флоту, у розпорядженні якого були нові суперавіаносці Саратога й Форрестол, завдали повітряних ударів по ворожих позиціях, що розміщувались у Норвегії.
Після завершення операції Страйкбек, дорогою до місць базування, військово-морські сили США провели операцію Пайпдаун, що передбачала тренування із захисту групи дозаправки пальним.
Особливо важливими були дії атомних підводних човнів Наутилус та Сівулф. На думку військово-морського аналітика-історика Нормана Фрідмена Наутилус становив найбільшу загрозу за 21 рік історії підводного флоту. Під час операції Страйкбек цей підводний човен здійснив 16 успішних атак проти різних військово-морських формувань, зберігаючи при цьому тактичні переваги та високошвидкісні можливості переслідування. Наутилус пройшов 3 384 морські милі (6 267 км) із середньою швидкістю 14,4 вузлів (26,7 км/год). Сівулф, який вирушив з військово-морської бази у Нью-Лондоні 3 вересня, прибув на базу до Ньюпорта 25 вересня, загалом пробувши під водою 16 нів, пройшовши 6 331 миль (10 189 км). Зважаючи на необхідність протичовнової оборони, було вжито таких кроків:
- У складі Військово-морських сил США було створено групу Альфа для розробки та вдосконалення тактики й технології протичовнової оборони шляхом інтеграції палубної протичовнової авіації, патрульних літаків наземного базування, переобладнаних есмінців та субмарин-перехоплювачів[21][22][23].
- 2 травня 1958 року було створено Центр морських досліджень у Ла-Спеції, Італія, призначений для потреб протичовнової оборони НАТО[24]

Операція Страйкбек стала останньою для бойових суден Айова та Вісконсин до їхньої розконсервації у 1980-их роках за часів адміністрації Рональда Рейгана.
У доповнення до операції Страйкбек, що була сконцентрована у Східній Атлантиці та Північній Європі, Північноатлантичний альянс також провів два великих навчання у вересні 1957 року: операція Контр Панч за участі об'єднаних сил Центральної Європи та операція Діп Вотер на південному узбережжі Середземного моря

## Військово-морські сили операції
Нижче частково наведено список військово-морських сил та засобів, що брали участь в операції Страйкбек

### Авіаносці та авіатранспорти

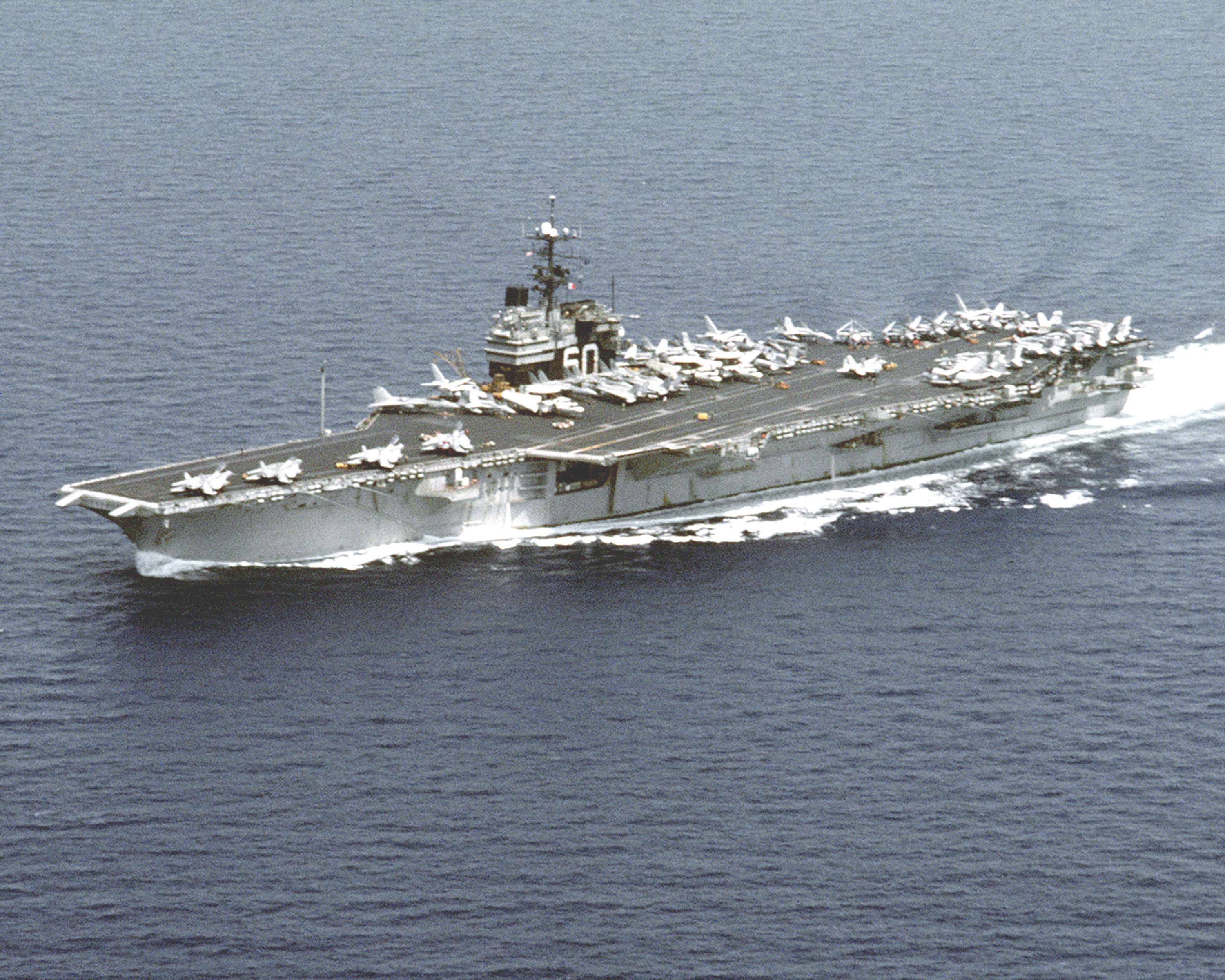
Саратога

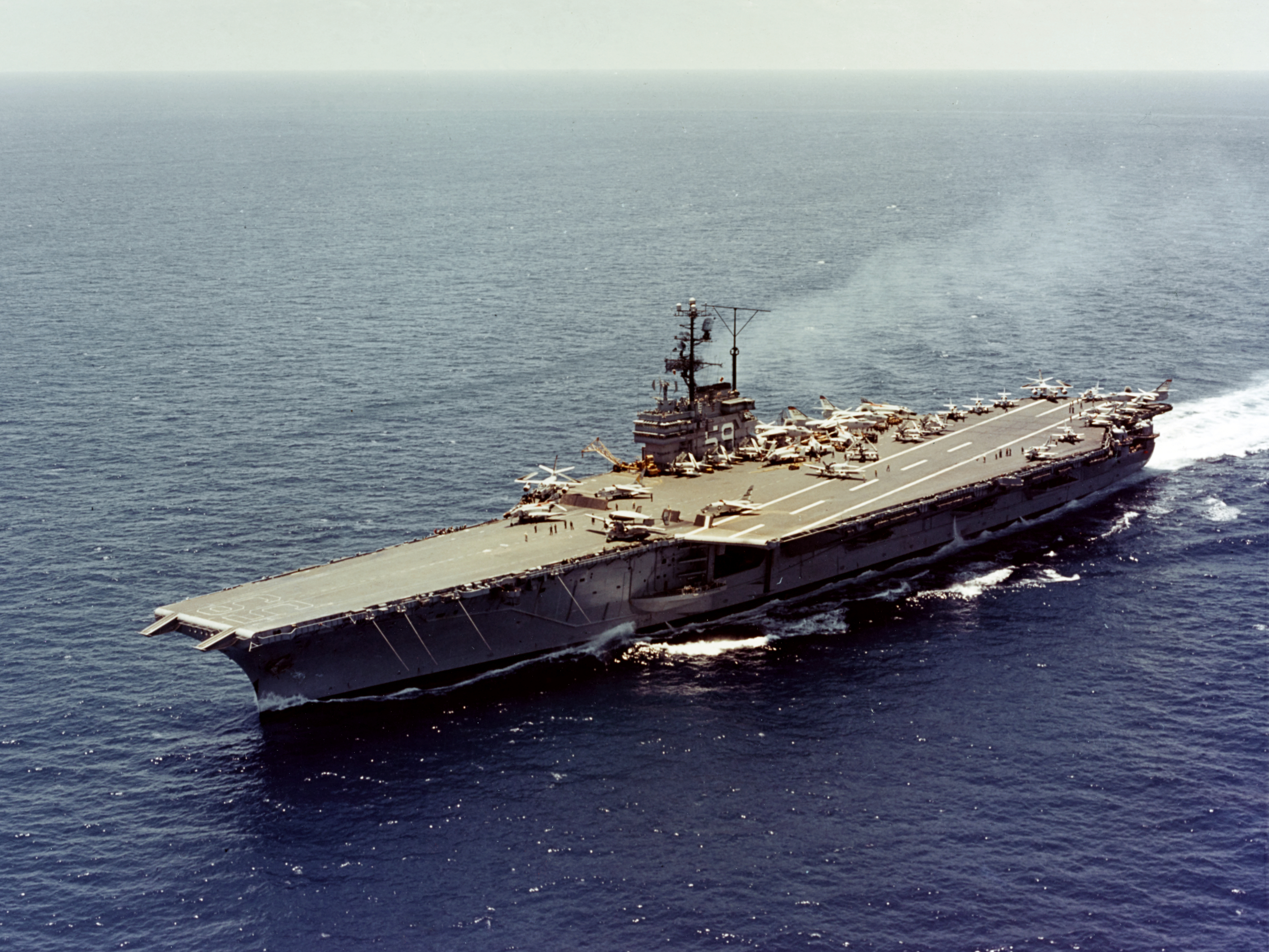
Форрестол

- Саратога — флагман Блакитного флоту
  - Авіагрупа Вінг Севен:
    - 61 Винищувальний полк (VF-61)
    - 72 Винищувальний полк (VA-72)
    - 75 Винищувальний полк (VA-75)
    - 33 Всесезонний винищувальний полк (VA(AW)-33)
    - 62 Легкий фотополк (VFP-62)
    - 2 Полк допоміжних вертольотів (HU-2)

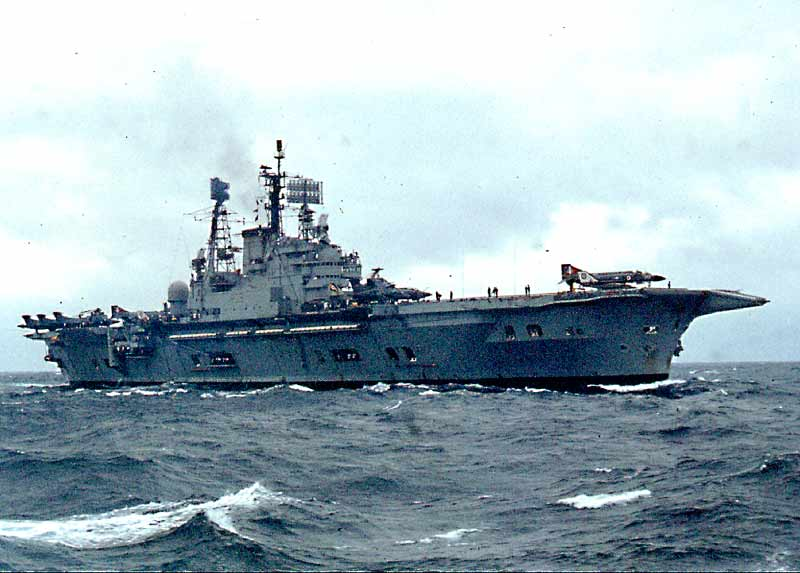
Арк Роял

- Форрестол
  - Авіагрупа Вінг Ван:
    - 14 Винищувальний полк (VF-14)
    - 84 Винищувальний полк (VF-84)
    - 15 Штурмовий полк (VA-15)
    - 76 Штурмовий полк (VA-76)
    - 1 Важкий винищувальний полк (VAH-1)
    - 12 Десантний полк швидкого реагування (VAW-12)
    - 33 Всесезонний штурмовий полк (AV(AW)-33)
    - 2 Полк допоміжних вертольотів (HU-2)
- Інтрепід
  - Авіагрупа Вінг Сикс:
    - 33 Штурмовий полк (VF-33)
    - 71 Штурмовий полк (VF-71)
    - 25 Штурмовий полк (VA-25)
    - 66 Штурмовий полк (VA-66)
    - 11 Важкий штурмовий полк (VAH-11)
    - 33 Всесезонний винищувальний полк (VA(AW)-33)
    - 62 Легкий фотополк (VFP-62)
    - 12 Десантний полк швидкого реагування (VAW-12)
    - 2 Полк допоміжних вертольотів (UH-2) Det.
- Ессекс
  - Полки:
    - 36 Повітряний протичовновий полк (VS-36)
    - 3 Протичовновий вертолітний полк (HS-7)
    - 2 Полк допоміжних вертольотів (HU-2)
- Тарава
  - Полки:
    - 32 повітряний протичовновий полк (VS-32)
    - 1 Протичовновий вертолітний полк (HS-1)
    - 172 Штурмовий полк (VA-172)
    - 4 Всесезонний винищувальний полк (VF(AW)-4)
    - 2 Полк допоміжних вертольотів (HU-2)
- Васп
  - Полки:
    - 44 Штурмовий полк (VA-44)
    - 27 Повітряний протичовновий полк (VS-27)
    - 30 Повітряний протичовновий полк (VS-30)
    - 5 Протичовновий вертолітний полк (HS-5)
    - 2 Полк допоміжних вертольотів (HU-2) Det.

- Арк Роял — флагман Помаранчевого флоту
  - Полки: 802, 804, 815, 831, 849B, 898 полки морської авіації
- Булварк
  - Полки: 820, 845, 849D, 891 полки морської авіації
- Ігл
  - Полки: 803, 806, 813, 814, 848A полки морської авіації

### Морські літаки
| Військово-морські сили США: - Винищувачі: - Grumman F-9 Cougar - VA-76 — F9F-8B - VA-44 — F9F-8 - VA-66 — F9F-8B - VFP-62 — F9F-8P - McDonnell F3H Demon - VF-14 — F3H-2N - VF-61 — F3H-2M - McDonnell F2H Banshee - VFP-62 — F2H-2P - VF-71 — F2H-3/4 - VA-172 — F2H-2/2B - FJ Fury - VF-33 — FJ-3/3M - VF-84- FJ-3M - Протичовнові літаки: - Lockheed P2V-5F Neptune - VP-8 - VP-10 - Grumman S2F Tracker - VS-27- S2F-1/2 - VS-30 — S2F-1/2 - VS-32 — S2F-1/2 - VS-36 — S2F-1/2 | - Штурмові бомбардувальники: - Douglas A-4 Skyhawk - VA-72 — A4D-1 - Douglas AD Skyraider - VAW-12 — AD-5W - VA-15 — AD-6 - VA-25 — AD-6 - VA(AW)-33 — AD-5N, AD-5Q - VA-75 — AD-6 - VF(AW)-4 — AD-5 - Douglas A-3 Skywarrior - VAH-1 — A3D-1 - AJ Savage - VAH-7 — AJ-2 - VAH-11 — AJ-2 - Вертольоти: - Piasecki HUP-2 Retriever - HU-2 - Sikorsky HSS-1 Seabat - HS-5 - HS-7 |

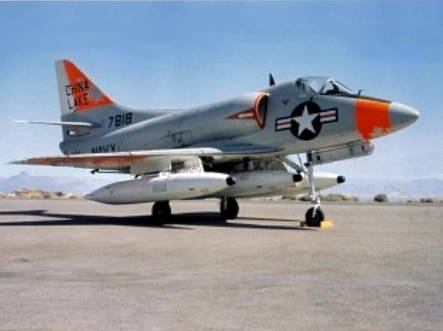
Douglas A-4 Skyhawk

Королівські військово-морські сили Великої Британії:
- Винищувачі
  - 891 Полк морської авіації de Havilland Sea Venom
  - 894 Полк морської авіації, Sea Venom
  - 802 Полк морської авіації, Hawker Sea Hawk
  - 803 Полк морської авіації, Sea Hawk
  - 804 Полк морської авіації, Sea Hawk
  - 806 Полк морської авіації, Sea Hawk
  - 898 Полк морської авіації, Sea Hawk
- Торпедні винищувачі
  - 813 Полк морської авіації, Westland Wyvern
- Штурмовики
  - 814 Полк морської авіації, Fairey Gannet
  - 815 Полк морської авіації, Fairey Gannet
  - 820 Полк морської авіації, Fairey Gannet
- Десантні літаки
  - 'A' Летючий 849 Полк морської авіації, Skyraider AEW.1
  - 'B' Летючий 849 Полк морської авіації, Skyraider AEW.1
  - 'D' Летючий 849 Полк морської авіації, Skyraider AEW.1
- Вертольоти:
  - 845 Полк морської авіації, Westland Whirlwind

#### Втрачені літаки
- 24 вересня винищувач F4D Skyray упав у море під час спроби посадки на борт авіаносця Саратога. Упродовж подальших пошуково-рятувальних дій зіткнулись у повітрі ще два S2F-2 з авіаносця Ессекс та впали у море. Два додаткових F4D Skyray зазнали катастрофи в результаті зіткнення над норвезьким містечком Анньой. Загалом загинуло 11 осіб[29][30].
- 26 вересня під час спроби посадки на борт авіаносця Форрестол зазнав катастрофи штурмовий бомбардувальник A3D-1 Skywarrior. Літак затонув у морі, втім трьом членам екіпажу вдалось урятуватись.

### Бойові кораблі
| Лінкори: - Вісконсин - Айова Крейсери: - Канберра - Бостон - Макон - Олбані - Нортгемптон - Гамбія - Шеффілд - Де Грассе Есмінці: - Мітщер - Вілліс Ей Лі - Декатур - Джон Пол Джонс - Форрест Шерман - О'Гара - Форрест Роял - Чарльз Р. Вейр - Гарвуд - Маккефрі - Чарльз Роан - Джозеф Кеннеді молодший - Фіскі - Роберт Овенс - Семюел Робертс | - Джонстон - Коррі - Роберт Гантінгтон - Стормс - Дуглас Фокс - Мессі - Зелларс - Джеймс Овенс - Лоурі - Петнем - Леффі - Вільям Раш - Г'ю Пурвіс - Гарлан Діксон - Гейнард - Комптон - Ольт - Чарльз Сперрі - Інгрехем - Моал - Аллен Самнер - Гант - Кейпертон - Еббот - Далі - Ітон - Коні - Біль | Ескортні міноносці: - Джозеф Тоссіг - Кортні - Гаммерберг - Кромвель - Ділей - Сновден - Петерсон - Г'юз Головні судна: - Маунт Маккінлі - Воштеноу Каунті Канадські королівські морські есмінці - Ірокез - Сент-Лорен - Оттава - Сегеней - Ассінібойн - Гайда - Мікмак - Нутка |

### Субмарини
| Атомні підводні човни: - Сівулф - Наутилус Плавучі бази підводних човнів: - Фултон - Папаго - Луїсено | Дизельно-електричні підводні човни: - Дартер - Тригер - Одакс - Раннер - Трампетфіш - Квіллбек - Торск - Пайпер - Сі Пучер - Сі Оул - Джаллао - Гафбік | - Чоппер - Бергол - Бекуна - Барберо - Редфін - Рей - Помпон - Крокер - Кавалла - Енглер - Групер |

### Допоміжні сили
| Група постачання (URG): - Сурібакі (флагман) - Шаста - Денебола | - Калусахатчі - Аллагаш - Нантагала - Канкакі - Кеннебек | Підтримка флоту: - Гранд Каньйон - Кадмус (плавуча майстерня) |

### Протичовнові патрульні літаки наземного базування

#### 3 Крило морської авіації США
ВМС США розгорнули два патрульних полки, які взяли участь в операції Страйкбек:
- 8 Патрульний полк (VP-8) діяв з бази Аргентія, Ньюфаундленд[31].
- 10 Патрульний полк (VP-10) діяв з бази Кефлавік, Ісландія[32].

Обидва полки мали на озброєнні патрульні літаки Lockheed P2V-5F.

#### Берегове командуванняКоролівських ВПС
Королівські ВПС Великої Британії також виділили два полки для участі у навчаннях:
- 204 полк з базою у Кінлоссі[33].
- 269 полк з базою у містечку Вік.

Обидва полки мали на озброєнні патрульні бомбардувальники Avro Shackleton.

### Підрозділи морської піхоти США
Зі складу морської піхоти Сполучених Штатів в операції Страйкбек брали участь
- 8 десантний загін (RLT-8) та
- 1 десантний батальйон.